# Drogheda United Football Club 2010
Questa voce raccoglie le informazioni riguardanti il Drogheda United Football Club nelle competizioni ufficiali della stagione 2010.

## Stagione
A tre anni dalla vittoria del titolo nazionale, nella stagione 2010 il Drogheda United concluse al decimo e ultimo posto della Premier Division, valevole per la retrocessione in seconda categoria.
La società, già sofferente di problemi finanziari, fu attanagliata da una crisi tecnica che la costrinse a cambiare (ricorrendo anche a metodi controversi) tre tecnici nell'intero arco della stagione, i quali non riuscirono a far decollare la squadra che, dopo essersi fatta superare dal Bray Wanderers, non riuscì più a lasciare l'ultima posizione, rimanendo infine fuori dai giochi con una giornata di anticipo.
Nonostante ciò, la squadra riuscì comunque a evitare la retrocessione beneficiando del ripescaggio avvenuto in seguito alla radiazione dello Sporting Fingal per fallimento.

## Divisa e sponsor
La divisa della squadra (prodotta dalla Vandanel e sponsorizzata da Hunky Dorys) non subì nessuna modifica di rilievo.
| Manica sinistra · Maglietta · Manica destra · Pantaloncini · Calzettoni | Manica sinistra · Maglietta · Manica destra · Pantaloncini · Calzettoni |

## Rosa
| N. |                        | Ruolo | Calciatore       |
| -- | ---------------------- | ----- | ---------------- |
| -  | Inghilterra (bandiera) | P     | Robert Duggan    |
| -  | Irlanda (bandiera)     | P     | Pat Skinner      |
| -  | Irlanda (bandiera)     | D     | Damien Brennan   |
| -  | Irlanda (bandiera)     | D     | Stephen Campbell |
| -  | Irlanda (bandiera)     | D     | Jamie Duffy      |
| -  | Irlanda (bandiera)     | D     | Yael Haro        |
| -  | Galles (bandiera)      | D     | Jamie Harris     |
| -  | Irlanda (bandiera)     | D     | Ciarán Hoey      |
| -  | Irlanda (bandiera)     | D     | Alan McNally     |
| -  | Irlanda (bandiera)     | D     | Joe Kendrick     |
| -  | Irlanda (bandiera)     | D     | Corey Tracey     |
| -  | Irlanda (bandiera)     | D     | Stephen Murphy   |
| -  | Irlanda (bandiera)     | D     | Eoghan Osbourne  |
| -  | Irlanda (bandiera)     | D     | Derek Kierans    |
| -  | Irlanda (bandiera)     | C     | Ryan Brennan     |
| -  | Irlanda (bandiera)     | C     | Michael Daly     |
| -  | Irlanda (bandiera)     | C     | John Flood       |

| N. |                             | Ruolo | Calciatore       |
| -- | --------------------------- | ----- | ---------------- |
| -  | Irlanda (bandiera)          | C     | Chris Kerr       |
| -  | Irlanda del Nord (bandiera) | C     | Brian King       |
| -  | Irlanda (bandiera)          | C     | Brendan McGill   |
| -  | Irlanda (bandiera)          | C     | Eric McGill      |
| -  | Irlanda (bandiera)          | C     | Darragh McNamara |
| -  | Irlanda del Nord (bandiera) | C     | Darren Meenan    |
| -  | Irlanda (bandiera)          | C     | David O'Connor   |
| -  | Irlanda (bandiera)          | C     | Kevin Ross       |
| -  | Irlanda (bandiera)          | C     | Conor Sinnott    |
| -  | Irlanda (bandiera)          | C     | Colm Smith       |
| -  | RD del Congo (bandiera)     | C     | Paul Matondo     |
| -  | Irlanda (bandiera)          | C     | Ronan McEntegert |
| -  | Irlanda (bandiera)          | A     | Paul Crowley     |
| -  | Irlanda (bandiera)          | A     | Glen Fitzpatrick |
| -  | Irlanda (bandiera)          | A     | Robert Martin    |
| -  | Irlanda (bandiera)          | A     | Peter McMahon    |
| -  | Irlanda (bandiera)          | A     | William Woods    |

## Statistiche

### Statistiche di squadra
| Competizione      | Punti | Totale | Totale | Totale | Totale | Totale | Totale | D.R. |
| Competizione      | Punti | G      | V      | N      | P      | Gf     | Gs     | D.R. |
| ----------------- | ----- | ------ | ------ | ------ | ------ | ------ | ------ | ---- |
| League of Ireland | 21    | 36     | 4      | 9      | 23     | 30     | 74     | -44  |
| Coppa d'Irlanda   | -     | 1      | 0      | 0      | 1      | 1      | 2      | -    |
| Totale            | -     | 37     | 4      | 9      | 24     | 31     | 76     | -    |

### Statistiche dei giocatori
| Giocatore      | Premier Division | Premier Division | Premier Division | Premier Division |
| Giocatore      | Presenze         | Reti             | Ammonizioni      | Espulsioni       |
| -------------- | ---------------- | ---------------- | ---------------- | ---------------- |
| D. Brennan     | 3                | -                | 1                | -                |
| R. Brennan     | 28               | -                | 6                | 1                |
| P. Crowley     | 28               | 3                | 11               | -                |
| M. Daly        | 33               | 1                | -                | -                |
| J. Duffy       | 15               | 1                | 2                | 1                |
| R. Duggan      | 13               | -                | 4                | -                |
| G. Fitzpatrick | 25               | 4                | 8                | 1                |
| J. Flood       | 30               | 3                | 1                | -                |
| Y. Haro        | 10               | 1                | -                | -                |
| J. Harris      | 20               | -                | 2                | -                |
| C. Hoey        | 1                | -                | -                | -                |
| J. Kendrick    | 17               | 3                | 3                | 1                |
| C. Kerr        | 3                | -                | -                | -                |
| B. King        | 13               | -                | 2                | -                |
| R. Martin      | 5                | 1                | 1                | -                |
| B. McGill      | 17               | 2                | 1                | -                |
| E. McGill      | 17               | 1                | 7                | 3                |
| P. McMahon     | 15               | 2                | -                | 1                |
| A. McNally     | 35               | 2                | 7                | -                |
| D. McNamara    | 10               | 1                | 2                | -                |
| D. Meenan      | 15               | 1                | 4                | -                |
| S. Murphy      | 1                | -                | -                | -                |
| D. O'Connor    | 1                | -                | -                | -                |
| E. Osbourne    | 19               | 1                | 1                | 1                |
| K. Ross        | 5                | -                | 2                | 2                |
| P. Skinner     | 13               | -                | -                | -                |
| C. Sinnott     | 8                | -                | -                | -                |
| C. Smith       | 9                | -                | -                | -                |
| C. Tracey      | 19               | 1                | 5                | 2                |
| W. Woods       | 1                | -                | -                | -                |